# Конрад (граф Парижа)
Конрад (III) Чёрный (фр. Conrad le Noir; ум. 22 марта 882) — граф Парижа с 866 года, граф Санса с 866 года, старший сын Рудольфа I, графа Санса и Труа, и Хруодун.

## Биография
О Конраде известно очень немного. После смерти отца в 866 году Конрад унаследовал графство Санс, а после гибели Роберта Сильного унаследовал из его владений графство Парижское. Он поддерживал своего двоюродного брата Гуго Аббата и канцлера Гозлена.
Конрад умер 22 марта 882 года и был похоронен в аббатстве Святого Колумба в Сансе. Детей у него не было, владения его унаследовал Гуго Аббат.

## В беллетристике
Конрад Чёрный является одним из второстепенных действующих лиц исторического романа Александра Говорова «Последние Каролинги».